# Šivilja in škarjice
Šivilija in škarjice je slovenska pravljica, ki jo je napisal Dragotin Kette. To je njegovo najbolj znano mladinsko delo, objavljeno 1896 v reviji Angelček. Najbolj znani sta izdaji v obliki slikanice iz leta 1968 in 1993, podobe zanju je naslikala akademska slikarka Jelka Reichmann.

## Povzetek vsebine
Pravljica govori o deklici Bogdanki, ki je bila šivilja na nekem gradu. Nekega dne je na glas razmišljala, kako bi bilo fino, če bi škarjice same opravljale njeno delo. Željo ji je uresničila ptica, ki je ravno takrat priletela na vejo pod oknom. Z besedami »Škarjice, hrustalke, po rumeni mizi bežite, jopico mi urežite!« se je deklica prepričala, da so njene škarjice resnično postale čudežne. Škarjice so rezale kot nore. Ko je deklica rekla »Škarjice, hrustalke, zdaj se pa ustavite, zdaj pa v kot se spravite!« so se škarjice ustavile. Bila je presenečena. Sedaj se ji je delo skrajšalo za polovico, potrebno ji je bilo namreč le še šivati. Nekega dne jo je obiskala grajska gospa, ki jo je čudilo, kako da deklica kar naenkrat svoje delo opravlja tako hitro in natančno. Deklica ji je povedala rasnico. Gospa je seveda želela škarjice imeti zase pa deklica ni želela sprejeti nobenega denarja zanje. Zato jo je gospa spodila iz gradu in ji vzela škarjice. Bogdanka je žalostna odšla v gozd, kjer je srečala isto ptičko, ki je začarala njene škarjice. Ta jo je potolažila, da bo škarjice dobila nazaj. Medtem si je na gradu gospa zaželela nova oblačila pa je velela škarjicam, naj ji zrežejo jopico. Ker se je zmotila in rekla »zrežite« namesto »urežite«, so škarjice pričele trgati blago na majhne dele. Ker jih nikakor ni mogla ustavit, in ker so pričele rezati dragocen plašč, v katerega je bila gospa oblečena, je odšla v gozd, da bi našla deklico, ki bi jo edina lahko rešila in ustavila škarjice. Ko jo je končno našla, je Bogdanka sicer komaj zadrževala smeh, vendar je vseeno hitro vzkliknila: »Škarjice, hrustalke, zdaj se brž ustavite in v moj žep se spravite!« in škarjice so se res ustavile. Gospa je bila v zadregi, bilo jo je sram. Deklici je ponudila mošnjo cekinov in jo vabila, naj se vrne na grad. Toda deklica ni sprejela ničesar in se je vrnila domov, kjer je s svojimi čudežnimi škarjicami obogatela, vendar je še vedno ostala preprosto dekle.

## Analiza pravljice
- Avtor: Dragotin Kette
- Pripovedovalec: tretjeosebni ali vsevedni
- Glavna oseba: šivilja Bogdanka
- Stranske osebe: škarjice, grajska gospa, ptička
- Književni čas dogajanja: ni znan (v starih časih)
- Književni kraj dogajanja: ni znan (na nekem gradu, v gozdu)
- Tematika: socialna (razmerje med bogatim in revnim)

Ima elemente klasične pravljice:
- konča se srečno,
- čas in kraj dogajanja sta nedoločena,
- vse osebe (razen glavne) so nedoločene (grajska gospa, ptička),
- začenja se z besedami: »Živela je v starih časih na nekem gradu...«,
- pravica zmaga nad krivico,
- nasprotje (izrazito dobra Bogdanka - slaba, hudobna grajska gospa),
- žival zna govoriti (ptiček),
- nastopa pravljični predmet (čudežne škarjice).

## Interpretacija pravljice in njenih likov
Pravljica ima elemente klasične pravljice saj se začne: »Živela je v starih časih na nekem gradu...«, in konča srečno, dobrota je poplačana (teorija Maxa Lüthija). Elemente klasične pravljice prepoznamo tudi v sami vsebini.
 Bogdanka je mlada deklica brez staršev, dela za bogato grajsko gospo, je pridna, delavna, dobra po srcu in sama. 
Grajska gospa pa je pohlepna, požrešna in ji ni mar za Bogdanko. 
V pravljici Bogdanka predstavlja dobroto, ki vedno pove po resnici, hoče pomagati, in tudi če ima čarobne škarjice zaradi katerih bi zlahka obogatela, ostane ista kot prej. Kar nam daje vedeti, da se prava dobrota ne more pokvariti niti z denarjem. Bralec se ne sprašuje zakaj je Bogdanka sama, oz. brez staršev, saj je za tisti čas nekako samoumevno, da obstajajo velike razlike med bogatimi in revnimi. In tako kot v vsaki klasični pravljici so dobri ljudje revni, bogati pa hudobni. Na koncu skoraj vedno revni postanejo bogati, zaradi svojih dobrih lasnosti. Z druge strani pa imamo grajsko gospo, ki ima veliko oblek, živi na gradu in išče srečo v materialnih stvareh, kar jo pa ne more nasititi in si želi dobiti še več kot že ima. Škarje, ki predstavljajo nekakšno čarovnijo ji vzamejo še tisto kar ima in ne samo obleko ampak tudi Bogdanko, ki se odloči, da ne bo več delala zanjo.
V knjigi se pojavlja tudi čarobni ptiček, ki vse vidi in vse ve. Deklica se mu zasmili in on ji pomaga. Vsakič se na hitro pojavi in gre. Je kot nekdo, ki čuva Bogdanko in ji stoji ob strani. Ker pa ptiček odgovarja Bogdanki v pravljici, temu rečemo personifikacija.
Pravljica je kratka, vendar v sebi nosi ogromno sporočilo.
Določene motive iz pravljice lahko vzporejamo z motivi iz drugih pravljic. Bogdanka je podobna deklici z vžigalicami in pesterni po tem ker morajo delati, da bi lahko preživele. Grajska gospa pa je podobna vsem mačeham iz klasiče pravljice, ki so premožne in hudobne kot je to npr. pri Pepelki in Sneguljčici.

## Analiza obravnavane pravljice po Brunu Bettelheimu (psihoanalitična teorija)
- vsebovanje pravljičnih prvin (čudežne škarjice)
- značilen začetek za pravljice - neznana, nejasna čas in kraj (umestitev v edinstven pravljični čas; gre za stanje duha in ne za umestitev v čas zunanje resničnosti)
- stopnjevanje napetosti (zaplet - Bogdanka odkrije, da so njene škarjice čudežne, vrh - škarjice raztrgajo vse blago, celo plašč grajske gospe, razplet - deklica ustavi škarjice, s čudežnimi škarjicami obogati, dobro premaga zlo)

## Interpretacija dela po teoriji Vladimirja J. Proppa
- Funkcije likov (Bogdanka (junakinja) izve na začetku pravljice, da imajo njene škarjice (čudežno sredstvo) čudežno lastnost (strižejo same); razdelitev čudežnih sredstev na živali, predmete, iz katerih se pojavijo čudežni pripomočki, predmete, ki imajo čudežne lastnosti in lastnosti, ki jih junak prejme neposredno)
- Razporejanje funkcij med like (junak/inja je Bogdanka, je dobro dekle, ki celo, ko odkrije, da so njene škarjice čudežne, tega ne zadrži zase, temveč pove po pravici, in je za to celo kaznovana; škodljivec/ka je grajska  gospa, ki ima že tako ali tako vsega dovolj pa vzame Bogdanki edino stvar, ki ji kaj pomeni)

## Motivno-tematska povezanost
- Motiv oblačil: Cesarjeva nova oblačila (H. C. Andersen)
- Motiv gradu: Sneguljčica (Grimm), Trnuljčica (Charles Perrault), Kraljična na zrnu graha (H.C. Andersen)
- Motiv »odraslih« otrok, otrok, ki nimajo staršev, ki skrbijo sami zase, si sami služijo kruh: Mojca Pokrajculja (ljudska), Deklica z vžiglalicami (H.C. Andersen)

## Prevodi
Prevedena je v več jezikov:
- v makedonščino (Prikazna za šivačkata i nožicite (1961) (COBISS)),
- v madžarščino (A varrólány meg a bűvös olló (1964) (COBISS)),
- v hrvaščino (Priča o švelji i škaricama (1964) (COBISS), Švalja i makazice (1983) (COBISS), Švelja i škarice (1983) (COBISS), Zimska romanca (1997) (COBISS)),
- v srbščino (Makazice rezalice (1966) (COBISS)),
- v nemščino (Das Zauberscherchen (1985) (COBISS)).